# Wacław Buryła
Wacław Buryła (ur. 21 listopada 1954 w Pruchniku) – polski ksiądz katolicki, poeta i organizator konkursów poetyckich.

## Życiorys
Dzieciństwo i młodość spędził w Tychach na Górnym Śląsku, gdzie rodzice przenieśli się w poszukiwaniu pracy. Tam też ukończył Szkołę Podstawową nr 13 oraz Technikum Budowlane/kierunek: Budowa Dróg i Mostów Kołowych/. W latach 1974–1980 studiował w Wyższym Metropolitalnym Seminarium Duchownym we Wrocławiu. Święcenia kapłańskie otrzymał 17 maja 1980 r.
Pracował w następujących parafiach:
Par. św. Piotra i Pawła w Sycowie/1980-1987- jako wikariusz/ 
Par. św. Maksymiliana Kolbe we Wrocławiu/1987-1990 – jako wikariusz/
Par. Matki Bożej Nieustającej Pomocy w Boguszycach k. Oleśnicy/1990-1994 – jako proboszcz/ 
Parafia św. Maksymiliana Marii Kolbego w Krośnicach/od 1994 roku – jako wikariusz/. 
Wiersze, modlitwy i artykuły publikował w następujących czasopismach:
Gość Niedzielny, Przewodnik Katolicki, Niedziela, Nowe Życie, Ład, Rycerz Niepokalanej, Posłaniec Serca Jezusowego, Królowa Apostołów, Posłaniec Warmiński, Apostolstwo Chorych, Miłujcie się, Być Sobą, BeZet, List, Wstań, Droga, W Drodze, Aspekt, Animator, Życie Konsekrowane, Jasna Góra, Nasza Rodzina/Paryż/, Homo Dei ,Współczesna Ambona, Różaniec, Dzień Pański, Akord/Brno-Praga/, Znad Wilii/Wilno/, Radostowa, Gazeta Kulturalna, Metafora, Okolica Poetów, Literacka Polska, Dekada Literacka, Obrzeża, Nadwisłocze, Echo Katolickie, Ślad, Petro Echo, Westerplatte, To, Panorama Oleśnicka, Gazeta Milicka.
Organizator Spotkań z Poezją w Krośnicach, propagator kultury. W latach 1997–2015 zorganizował 18 Ogólnopolskich Konkursów Poetyckich "O ludzką twarz człowieka"/dwa z nich były ogłoszone także jako Międzynarodowe, cztery odbyły się pod Patronatem Ministerstwa Kultury/. Zorganizował także Ogólnopolski Konkurs Plastyczny "O ludzką twarz człowieka"/Krośnice 1999/.
Laureat wielu ogólnopolskich konkursów poetyckich: Płock, Gdańsk, Płońsk, Lublin, Chrzanów, Puławy, Ludźmierz, Łódź, Pruszków.
Wiersze ks. Wacława były prezentowane m.in.w Radiu Maryja/Toruń/, Radiu Rodzina/Wrocław/, Radiu Józef/Kalisz/, Radiu i Telewizji Wrocław, Radiu Opole, Radiu Warszawa, Telewizji Żytomierz... 
Wiersze ks. Wacława były tłumaczone na język włoski, francuski, ukraiński, litewski, czeski i arabski.

## Twórczość
Dotychczas opublikował następujące pozycje książkowe:
Wiersz jak podanie ręki (Ossolineum, Mała Poligrafia, Wrocław 1991) 
To tylko wiatr – pseud. Krzysztof Witalis Tymon (Ossolineum, Mała Poligrafia, Wrocław 1991) 
Ślady na piasku (Oficyna Wydawnicza "Signum", Wrocław-Oleśnica 1993) 
Szczęście które boli (Oficyna Wydawnicza "Signum", Wrocław-Oleśnica 1993) 
Chodzenie po ziemi (oficyna Wydawnicza "Signum", Wrocław-Oleśnica 1993) 
Errata do miłości – pseud. Jan Tymon Kowalski (Oficyna Wydawnicza "Signum", Wrocław-Oleśnica 1993) 
Rozmowy z Anną I (Oficyna Wydawnicza "Signum", Wrocław-Oleśnica 1993) 
W drodze do Ziemi Obiecanej (Oficyna Wydawnicza "Signum", Wrocław-Oleśnica 1993) 
Zadrapany sercem (Oficyna Wydawnicza "Signum", Wrocław-Oleśnica 1993) 
Rozmowy z Anną II (Oficyna Wydawnicza "Signum", Wrocław-Oleśnica 1994)
Wiersze klasztorne i inne wiersze (Oficyna Wydawnicza "Signum", Wrocław-Oleśnica 1994)
Oddech za ścianą (Oficyna Wydawnicza "Signum", Wrocław-Oleśnica 1994) 
Miłość w paciorkach. Rozważania różańcowe (Wydawnictwo Archidiecezji Warszawskiej, Warszawa 1994) 
Wiersze wigilijne i inne wiersze (Oficyna Wydawnicza "Signum", Wrocław-Oleśnica 1995) 
Rozmowy z Anną III (Oficyna Wydawnicza "Signum", Wrocław-Oleśnica 1995) 
Na skrzydłach czasu (Oficyna Wydawnicza "Signum", Wrocław-Oleśnica 1995) 
Życie na deser (Oficyna Wydawnicza "Signum", Wrocław-Oleśnica 1995) 
Szukanie twarzy (Oficyna Wydawnicza "Signum", Wrocław-Oleśnica 1995) 
Miłość szuka miejsca (Księgarnia św. Jacka, Katowice 1995) 
Drogi Krzyżowe (Biblioteka "Niedzieli", Częstochowa 1997) 
Okolice cierpienia (Oficyna Konfraterni Poetów, Kraków 1997) 
Otwieranie ciszy(Oficyna Konfraterni Poetów, Kraków 1997) 
Dźwigać Miłość (Wydawnictwo Misjonarzy Klaretynów "Palabra", Warszawa 1998) 
Usta które mówią, serce które słucha (Wydawnictwo Misjonarzy Klaretynów "Palabra", Warszawa 1998) 
Krople nieskończoności (Wydawnictwo Misjonarzy Klaretynów "Palabra", Warszawa 2000)
W objęciach Miłości(Wydawnictwo Misjonarzy Klaretynów "Palabra", Warszawa 2000)
Prawdy najprostsze(Wydawnictwo Misjonarzy Klaretynów "Palabra", Warszawa 2000) 
Witraże chwil (Oficyna Konfraterni Poetów, Kraków 2000) 
Krzaki gorejące (Oficyna Konfraterni Poetów, Kraków 2000) 
Miłośnie (Oficyna Konfraterni Poetów, Kraków 2000) 
W szczelinie światła(Oficyna Konfraterni Poetów, Kraków 2002) 
Prawdy najprostsze, Wyd. II – poszerzone (Wydawnictwo Misjonarzy Klaretynów "Palabra", Warszawa 2003) 
W promieniach światłości (Wydawnictwo Misjonarzy Klaretynów "Palabra", Warszawa 2003) 
Między słowem a milczeniem/UKRAINA 2003/ – wersja polsko-ukraińska 
Gocce d'infinito(Drukarnia KWANT, Milicz 2003) – "Krople nieskończoności" w języku włoskim 
Skrzydła samotności (Drukarnia KWANT, Milicz-Wrocław 2003) 
Rozmowy z Anną (Oficyna Wydawnicza 4K, Bytom 2004 )
Człowiekowi z miłością do twarzy (Oficyna Wydawnicza 4K, Bytom 2005) 
Człowiek potrzebuje człowieka (Oficyna Wydawnicza 4K, Bytom 2006) 
Autor drukował także w almanachach i pracach zbiorowych:
Największa jest miłość. Antologia polskiej poezji o miłości rodzinnej. Kraków 1995. 
Wolność nie zniewolona czyli Spacerkiem przez sacrum i profanum. Warszawa 1997. 
A Duch wieje-kędy chce/t. IV/. Lublin 1994. 
Echa Golgoty. Wydawnictwo Misjonarzy Klaretynów "Palabra". Warszawa 1997. 
Księga krzyża. Antologia pasyjna. Księgarnia św. Jacka. Katowice 1998. 
Klęczy w cieniu Twojego milczenia. Miłosierdzie Boże w polskiej poezji współczesnej. Wydawnictwo św. Stanisława BM Archidiecezji Krakowskiej. Kraków 2003. 
Tyle jest w Tobie...Antologia wierszy o Ojcu Świętym Janie Pawle II. Wydawnictwo Pallottinum. Poznań 2003. 
Wieczność nie ma kalendarza. Epigramat w polskiej liryce religijnej 1939-1998. Kraków 1999. 
Światłem będący zanurzeni w światłości. Aniołowie i święci w polskiej liryce współczesnej. Wydawnictwo św. Stanisława BM Archidiecezji Krakowskiej. Kraków 2004 
Godzina 21.37. Głos poetów po śmierci Papieża Polaka. Antologia. Wydawnictwo św. Stanisława BM Archidiecezji Krakowskiej. Kraków 2005. 
Tu się tylko gościem jest – Tam się do domu powraca. Śmierć i wieczność w polskiej poezji współczesnej. Antologia. Wydawnictwo św. Stanisława BM Archidiecezji Krakowskiej. Kraków 2005. 
Z okazji Jubileuszu 25-lecia Pontyfikatu Jana Pawła II w roku 2003
opracował Antologię "Cud który trwa" oraz zorganizował pielgrzymkę poetów do Papieża-Poety. (Jan Paweł II)
Z okazji 20. rocznicy męczeństwa ks. Jerzego Popiełuszki
przygotował Antologię "Na naszych oczach", w której znalazły się wiersze, świadectwa i grafiki poświęcone ks. Jerzemu.(ks. Jerzy Popiełuszko) 
Obecnie przygotowuje antologię poetycką wigilijno-bożonarodzeniową, antologię poetycką o ojcu, antologię "Na oczach poety umiera świat" oraz dwa tomy własnych wierszy o Miłości.
W 2020 otrzymał Krzyż Kawalerski Orderu Odrodzenia Polski.